# 원의중학교
원의중학교는 충청남도 보령시 오천면 원산도리에 있었던 사립 중학교이다.

## 학교 연혁
- 1964년 11월 13일: 설립인가
- 1965년 3월 12일: 개교
- 1968년 1월 9일: 제1회 졸업식
- 1985년 9월 1일: 5개 교실 증축
- 2016년 5월 31일: 51년만에 폐교[1]